# Americas Rugby Championship 2019
L'Americas Rugby Championship 2019 è stata la quarta edizione, con la nuova formula, dell'Americas Rugby Championship competizione internazionale panamericana di rugby a 15 organizzata da Rugby Americas North e Sudamérica Rugby, le confederazioni rispettivamente nord- e sudamericana di rugby.

## Squadre partecipanti
- Argentina A
- Brasile
- Canada
- Cile
- Stati Uniti
- Uruguay

## Formula
La formula del torneo è simile a quella del Sei Nazioni europeo: ogni nazionale affronta tutte le altre una volta sola, in un girone all'italiana: di norma, le sedi sono invertite a ogni edizione, quindi una squadra ospita durante un'edizione le avversarie che in quella successiva - o precedente - affronterà o ha affrontato fuori casa, e viceversa.
Sono previsti 4 punti per la vittoria, 2 per il pareggio e 0 per la sconfitta, più due eventuali bonus da 1 punto ciascuno in palio per ogni incontro: uno è destinato alla squadra che nel corso di una partita segni almeno 4 mete, l'altro per la squadra che perda con 7 punti o meno di scarto. Il bonus per le mete viene assegnato solo una volta al raggiungimento della quarta meta.
La classifica è data dalla somma dei punti acquisiti al termine di ogni incontro, e vincitore di un'edizione del torneo è quella squadra che al termine di tutti gli incontri abbia totalizzato il più alto punteggio.

## Risultati

### 1ª giornata
| Arbitro: | Damián Schneider |

|              |      | |
| 49’ Dittus   | mt   | 2’ Taufetee 5’, 46’, 64’ MacGinty 21’ Lasike 26’ Civetta 29’ Davies 40+1’ Germishuys 68’ Leader 74’ de Hass 80+1’ Dolan |
|              | tr   | 6’, 27’, 30’, 46’, 65’ MacGinty 22’ Magie 69’, 80+2’ Leader                                                             |
| 16’ Gonzalez | c.p. | |

| Arbitro: | Joaquín Montes |

|                                                                                                 |      |            |
| 5’ Ezcurra 10’ Ureta 21’ Baldunciel 34’, 55’ Mensa 58’ Dominguez Widmer 70’ Corvalan 78’ Segura | mt   |            |
| 6’, 11’, 35’, 56’, 60’ Elias 71’, 79’ Roger                                                     | tr   |            |
|                                                                                                 | c.p. | 14’ Reeves |

| Arbitro: | Federico Anselmi |

|                                  |      |                                    |
| 12’ Favaro 68’ Dotti 80’ Pujadas | mt   | 37’ Hearn 41’ Sauder 60’ Mackenzie |
| 8001’ De Leon                    | tr   | 42’ Sauder                         |
| 24’ Cat                          | c.p. |                                    |

### 2ª giornata
| Arbitro: | Francisco González |

|                                                                                      |    |                         |
| 1’, 46’ Carreras 7’ Favre 28’ Baldunciel 53’ Ezcurra 56’ Dominguez Widmer 73’ Bavaro | mt | 73’ tecnica 79’ Fawsitt |
| 1’, 7’, 29’, 54’, 57’ Elias                                                          | tr | 80’ Magie               |

| Arbitro: | Frank Méndez |

|                                     |      |          |
|                                     | mt   | 8’ Hearn |
|                                     | tr   | 8’ Hearn |
| 11’, 18’, 37’, 42’, 27’, 54’ Reeves | c.p. | 2’ Hearn |

| Arbitro: | Federico Anselmi |

|                            |      |                     |
| 28’ Prada Flores 59’ Magno | mt   | 53’ Bhome Alemparte |
| 29’, 60’ Vilaseca Hontou   | tr   |                     |
| 18’, 41’ Vilaseca Hontou   | c.p. |                     |

### 3ª giornata
| Arbitro: | Henrique Platais |

|                                                        |      |  |
| 2’ Baillie 9’, 17’, 35’ Lloyd 41’ Parfrey 52’, 72’ Coe | mt   |  |
| 3’, 10’, 18’, 36’, 42’ Hearn 73’ McRorie               | tr   |  |
| 6’ Hearn 75’, 80’ McRorie                              | c.p. |  |

| Buenos Aires 23 febbraio 2019 | Argentina | 35 – 10 referto       | Uruguay | Stadio José Amalfitani |
| 2’ Gorrissen 15’, 34’ Bavaro 23’ Dominguez Widmer 77’ Sbrocco mt 19’ Inciarte Rachetti 3’, 17’, 25’, 35’ Miotti 78’ Elias tr 21’ Favaro Garcia c.p. 29’ Favaro Garcia |           |                       |         |                        |
| |           |                       |         |                        |
| 2’ Gorrissen 15’, 34’ Bavaro 23’ Dominguez Widmer 77’ Sbrocco | mt        | 19’ Inciarte Rachetti |         |                        |
| 3’, 17’, 25’, 35’ Miotti 78’ Elias | tr        | 21’ Favaro Garcia     |         |                        |
| | c.p.      | 29’ Favaro Garcia     |         |                        |

| Austin 23 febbraio 2019 | Stati Uniti | 33 – 28 referto                            | Brasile | Dell Diamond Stadium |
| 22’ Lasike 27’ Germishuys 32’ Teo 48’ Quill mt 40+2’ Duque L. 58’ Duque M. 72’ Dell’Acqua 24’, 28’ Magie tr 40+3’, 73’ Reeves 3’, 17’, 66’ Magie c.p. 19’, 31’, 45’ Reeves |             |                                            |         |                      |
| |             |                                            |         |                      |
| 22’ Lasike 27’ Germishuys 32’ Teo 48’ Quill | mt          | 40+2’ Duque L. 58’ Duque M. 72’ Dell’Acqua |         |                      |
| 24’, 28’ Magie | tr          | 40+3’, 73’ Reeves                          |         |                      |
| 3’, 17’, 66’ Magie | c.p.        | 19’, 31’, 45’ Reeves                       |         |                      |

### 4ª giornata
| Langford 1º marzo 2019 | Canada | 23 – 39 referto                                      | Argentina | Westhills Stadium |
| 50’ Baillie 57’ Coe mt 1’, 39’ Cubilla 33’ Osadczuk 69’ Ezcurra 79’ tecnica 51’, 58’ McRorie tr 34’, 40+1’ Miotti 70’ Roger 11’, 25’ Hearn 66’ McRorie c.p. 18’, 64’ Miotti |        |                                                      |           |                   |
| |        |                                                      |           |                   |
| 50’ Baillie 57’ Coe | mt     | 1’, 39’ Cubilla 33’ Osadczuk 69’ Ezcurra 79’ tecnica |           |                   |
| 51’, 58’ McRorie | tr     | 34’, 40+1’ Miotti 70’ Roger                          |           |                   |
| 11’, 25’ Hearn 66’ McRorie | c.p.   | 18’, 64’ Miotti                                      |           |                   |

| Tukwila 2 marzo 2019 | Stati Uniti | 25 – 32 referto                                                            | Uruguay | Starfire Sports |
| 10’, 15’, 47’ Taufetee 74’ Scully mt 5’ Sanguinetti 30’, 43’ Favaro Garcia 38’ Cat Piccardo 67’ Freitas Alleges 75’ Magie tr 6’ Favaro Garcia 39’ Vilaseca Hontou 34’ Hooley c.p. 81’ Vilaseca Hontou |             |                                                                            |         |                 |
| |             |                                                                            |         |                 |
| 10’, 15’, 47’ Taufetee 74’ Scully | mt          | 5’ Sanguinetti 30’, 43’ Favaro Garcia 38’ Cat Piccardo 67’ Freitas Alleges |         |                 |
| 75’ Magie | tr          | 6’ Favaro Garcia 39’ Vilaseca Hontou                                       |         |                 |
| 34’ Hooley | c.p.        | 81’ Vilaseca Hontou                                                        |         |                 |

| Jundiaí 2 marzo 2019                                              | Brasile | 15 – 10 referto | Cile | Estádio Jayme Cintra |
| mt 42’ Garrido tr 43’ Gonzalez 6’, 11’, 35’, 67’, 75’ Reeves c.p. |         |                 |      |                      |
|                                                                   |         |                 |      |                      |
|                                                                   | mt      | 42’ Garrido     |      |                      |
|                                                                   | tr      | 43’ Gonzalez    |      |                      |
| 6’, 11’, 35’, 67’, 75’ Reeves                                     | c.p.    |                 |      |                      |

### 5ª giornata
| Tukwila 8 marzo 2019 | Stati Uniti | 30 – 25 referto               | Canada | Starfire Sports |
| 18’, 45’ Taufetee 38’ Dolan 79’ de Hass mt 13’ Blevins 32’, 51’ Campbell 39’ Magie 80’ Leader tr 14’, 52’ McRorie 6’, 58’ Magie c.p. 62’, 73’ McRorie |             |                               |        |                 |
| |             |                               |        |                 |
| 18’, 45’ Taufetee 38’ Dolan 79’ de Hass | mt          | 13’ Blevins 32’, 51’ Campbell |        |                 |
| 39’ Magie 80’ Leader | tr          | 14’, 52’ McRorie              |        |                 |
| 6’, 58’ Magie | c.p.        | 62’, 73’ McRorie              |        |                 |

| Santiago del Cile 9 marzo 2019 | Cile | 10 – 85 referto | Argentina | Estadio Santiago Bueras |
| 59’ Gomez mt 8’, 29’ Fortuny 12’ Santa Cruz 23’ Dominguez Widmer 37’, 45’, 46’ Mensa 40’ Carreras 51’ Segura 66’, 69’ Miotti 72’, 79’ Del Prete 60’ Videla tr 9’, 13’, 24’, 38’, 40’, 45’, 47’, 52’ Elias 70’, 73’ Miotti 28’ Videla c.p. |      | |           |                         |
| |      | |           |                         |
| 59’ Gomez | mt   | 8’, 29’ Fortuny 12’ Santa Cruz 23’ Dominguez Widmer 37’, 45’, 46’ Mensa 40’ Carreras 51’ Segura 66’, 69’ Miotti 72’, 79’ Del Prete |           |                         |
| 60’ Videla | tr   | 9’, 13’, 24’, 38’, 40’, 45’, 47’, 52’ Elias 70’, 73’ Miotti                                                                        |           |                         |
| 28’ Videla | c.p. | |           |                         |

| Montevideo 9 marzo 2019 | Uruguay | 42 – 20 referto                      | Brasile | Stadio Charrúa |
| 31’, 72’ Kessler 53’ Lamanna 63’ Cat 78’ Ormaechea mt 14’ Duque L. 23’ Sancery 48’ Tenorio 53’, 64’, 73’, 80’ Berchesi tr 23’ Reeves 11’, 25’, 44’ Berchesi c.p. 5’ Reeves |         |                                      |         |                |
| |         |                                      |         |                |
| 31’, 72’ Kessler 53’ Lamanna 63’ Cat 78’ Ormaechea | mt      | 14’ Duque L. 23’ Sancery 48’ Tenorio |         |                |
| 53’, 64’, 73’, 80’ Berchesi | tr      | 23’ Reeves                           |         |                |
| 11’, 25’, 44’ Berchesi | c.p.    | 5’ Reeves                            |         |                |

### Classifica
|  | Classifica  | G | V | N | P | PF  | PS  | diff. | BM | BS | PT |
|  | ----------- | - | - | - | - | --- | --- | ----- | -- | -- | -- |
|  | Argentina A | 5 | 5 | 0 | 0 | 258 | 60  | +198  | 5  | 0  | 25 |
|  | Uruguay     | 5 | 4 | 0 | 1 | 124 | 102 | +22   | 2  | 0  | 18 |
|  | Stati Uniti | 5 | 3 | 0 | 2 | 173 | 138 | +35   | 4  | 1  | 17 |
|  | Brasile     | 5 | 2 | 0 | 3 | 84  | 149 | -65   | 0  | 1  | 9  |
|  | Canada      | 5 | 1 | 0 | 4 | 131 | 107 | +24   | 1  | 2  | 7  |
|  | Cile        | 5 | 0 | 0 | 5 | 33  | 247 | -214  | 0  | 1  | 1  |

## Americas Rugby Challenge
La seconda edizione del Americas Rugby Challenge si è svolta dal 25 al 28 agosto a Medellín in Colombia.. Vincitrice è risultata la formazione di casa.

### Squadre partecipanti
- Colombia
- Isole Cayman
- Messico
- Paraguay

### Incontri
| Data           | Incontro                | Risultato | Sede     |
| -------------- | ----------------------- | --------- | -------- |
| 25 agosto 2019 | Paraguay ― Messico      | 27–35     | Medellín |
| 25 agosto 2019 | Colombia ― Isole Cayman | 83–6      | Medellín |
| 28 agosto 2019 | Isole Cayman ― Paraguay | 7–57      | Medellín |
| 28 agosto 2019 | Colombia ― Messico      | 51–24     | Medellín |
| 31 agosto 2019 | Colombia ― Paraguay     | 54–15     | Medellín |
| 31 agosto 2019 | Messico ― Isole Cayman  | 105–17    | Medellín |

|  | Classifica   | G | V | N | P | P+  | P-  | diff. | PT |
|  | ------------ | - | - | - | - | --- | --- | ----- | -- |
|  | Colombia     | 3 | 3 | 0 | 0 | 188 | 45  | +143  | 9  |
|  | Messico      | 3 | 2 | 0 | 1 | 164 | 95  | +69   | 6  |
|  | Paraguay     | 3 | 1 | 0 | 2 | 99  | 96  | +3    | 3  |
|  | Isole Cayman | 3 | 0 | 0 | 3 | 30  | 245 | -215  | 0  |